# Peltacanthina kappa
Peltacanthina kappa är en tvåvingeart som beskrevs av Günther Enderlein 1924. Peltacanthina kappa ingår i släktet Peltacanthina och familjen bredmunsflugor.
Artens utbredningsområde är Ekvatorialguinea. Inga underarter finns listade i Catalogue of Life.